# Скоростной трамвай

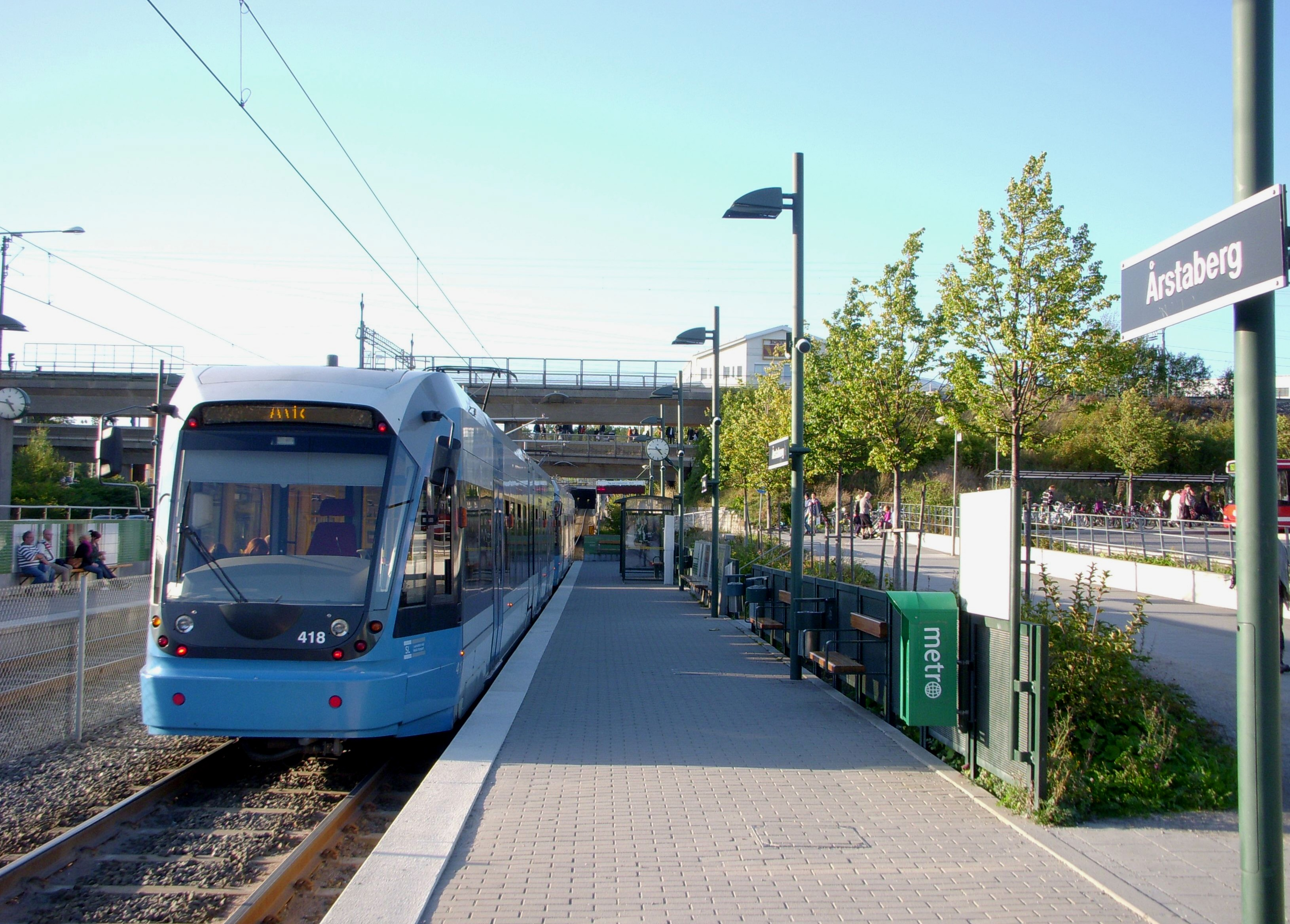
Стокгольмский скоростной трамвай

Скоростно́й трамва́й — разновидность наземного, с подземными или надземными участками, легкорельсового транспорта, регулярный скоростной внеуличный (реже — частично уличный) вид общественного транспорта.

## Особенности
В соответствии со СНиП 2.05.09-90 2018 года (СП 98.13330.2018), к скоростной трамвайной линии может быть отнесен любой участок трамвайной линии протяженностью не менее 2 км,  на котором достигается расчетная скорость сообщения (маршрутная со всеми остановками) в часы пик не менее 21 км/ч. Как при этом такая скорость достигается, значения не имеет. Близкими по значению являются термины легкорельсовый транспорт (англ. Light rail Transport,  LRT) и немецкий Штадтбан  (нем. Stadtbahn), то есть городская железная дорога.
В реализованных системах скоростного трамвая в странах бывшего Союза ССР имеются следующие отличия от линий обычного трамвая: полная или почти полная изоляция линий от уличного движения и по возможности от пешеходов, использование пересечений в разных уровнях с пешеходным и транспортным движением, большая длина перегонов, использование трамвайных поездов длиной более 28 метров.
Благодаря изоляции линии скоростного трамвая от уличного дорожного полотна её функционирование не зависит от дорожных заторов.

## Преимущества и недостатки
Скоростной трамвай совмещает в себе признаки и преимущества как метро, так и обычного трамвая.
Преимущества:
- Перед метрополитеном:
  - сравнительная дешевизна строительства;
  - простота и низкая себестоимость эксплуатации имеющихся трамвайных вагонов;
  - простота и низкая себестоимость эксплуатации путевого хозяйства и объектов энергоснабжения.
- Перед обычным трамваем:
  - высокая скорость сообщения;
  - большая степень надёжности и комфортабельности;
  - почти полное отсутствие помех другим видам городского транспорта.

Недостатки (относительно метрополитена):
- Отнимает большие площади при строительстве (что особенно неудобно при организации трамвайного движения на загруженных участках улиц)

## Скоростной трамвай в мире
Первая в СССР линия скоростного трамвая была построена в Киеве по инициативе Владимира Веклича и Василия Дьяконова в 1978 году.
Скоростной трамвай существует во многих больших городах мира (часто в сочетании с обычным трамваем, образуя мощную беспересадочную систему, за пределами бывшего СССР используются термины LRT и Stadtbahn).
В Белоруссии скоростной трамвай есть в Новополоцке с 1974 года и Мозыре с 1988 года.
В Казахстане скоростной трамвай планировался ранее в Павлодаре и в Астане, но до реального строительства дело не дошло.
В Вильнюсе и Таллине в середине 1980-х годов имелись проекты линий скоростного трамвая, однако так и не были реализованы.
Во Франции в Лионе скоростной трамвай соединяет центр города с аэропортом (на выезде из города достигает скорости 100 км/ч).
В Израиле в Иерусалиме существует на данный момент единственная линия Иерусалимского скоростного трамвая между горой Герцля (там рядом находится музей-мемориал Катастрофы Яд ва-Шем) и Хейл-Хаавир (Восточный Иерусалим).

### Россия

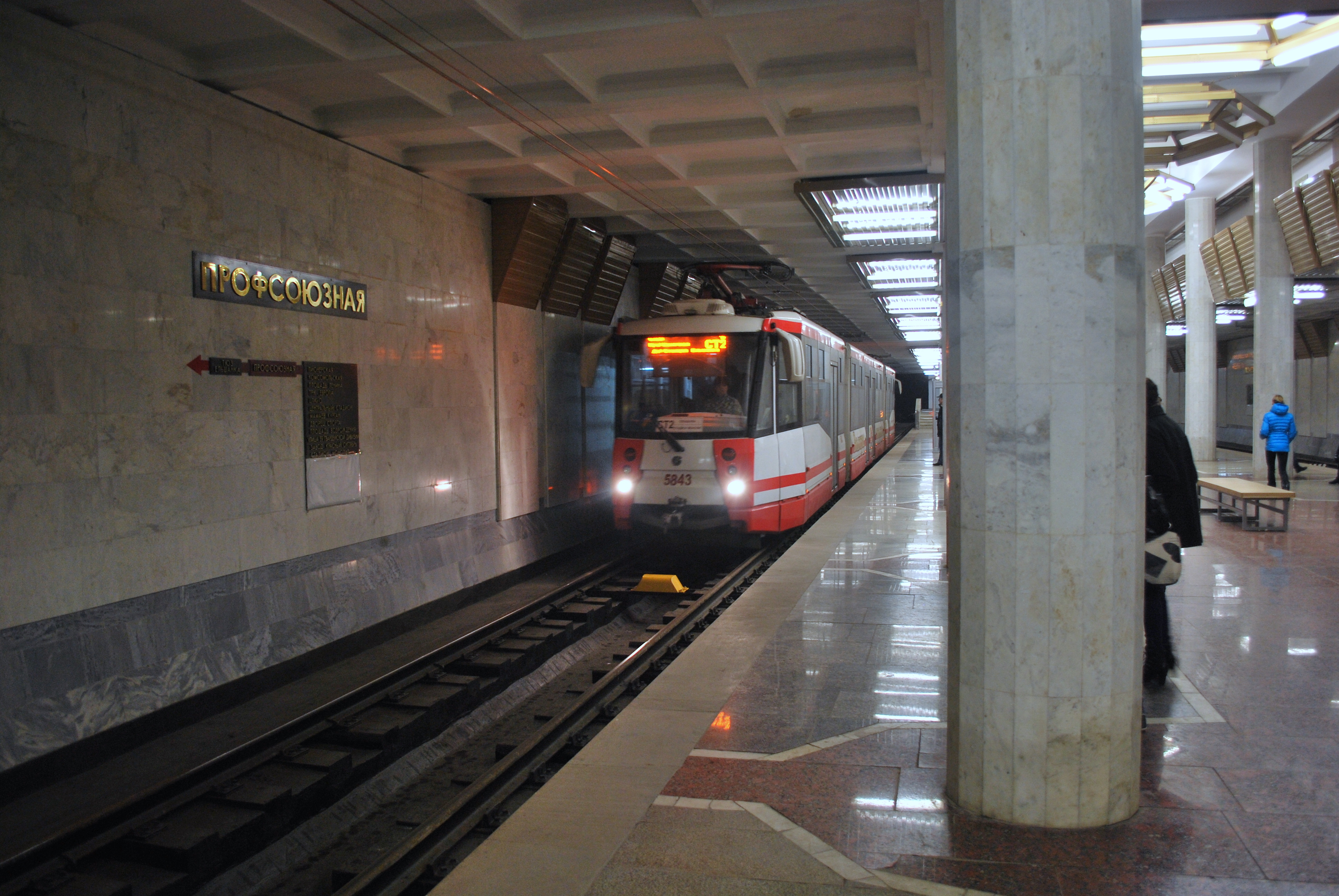
Скоростной трамвай в Волгограде

По данным Росстата, в России линии скоростного трамвая действуют в трёх городах: Волгограде с 1984 года (см. Волгоградский скоростной трамвай, часть линии проходит под землёй с 1984 года), Старом Осколе (см. Старооскольский трамвай) с 1981 года, Ижевске (см. Ижевский трамвай) с 1982 года. Однако, только в первых двух городах системы являются и именуются официально скоростным трамваем, причём в Старом Осколе действует только система скоростного трамвая, а в Волгограде и Ижевске линии являются частью всей системы городского трамвая. С 2012 года как часть городского трамвая действует Казанский скоростной трамвай, который ввиду неполного обособления путей формулируется как скоростной (ускоренный) трамвай.

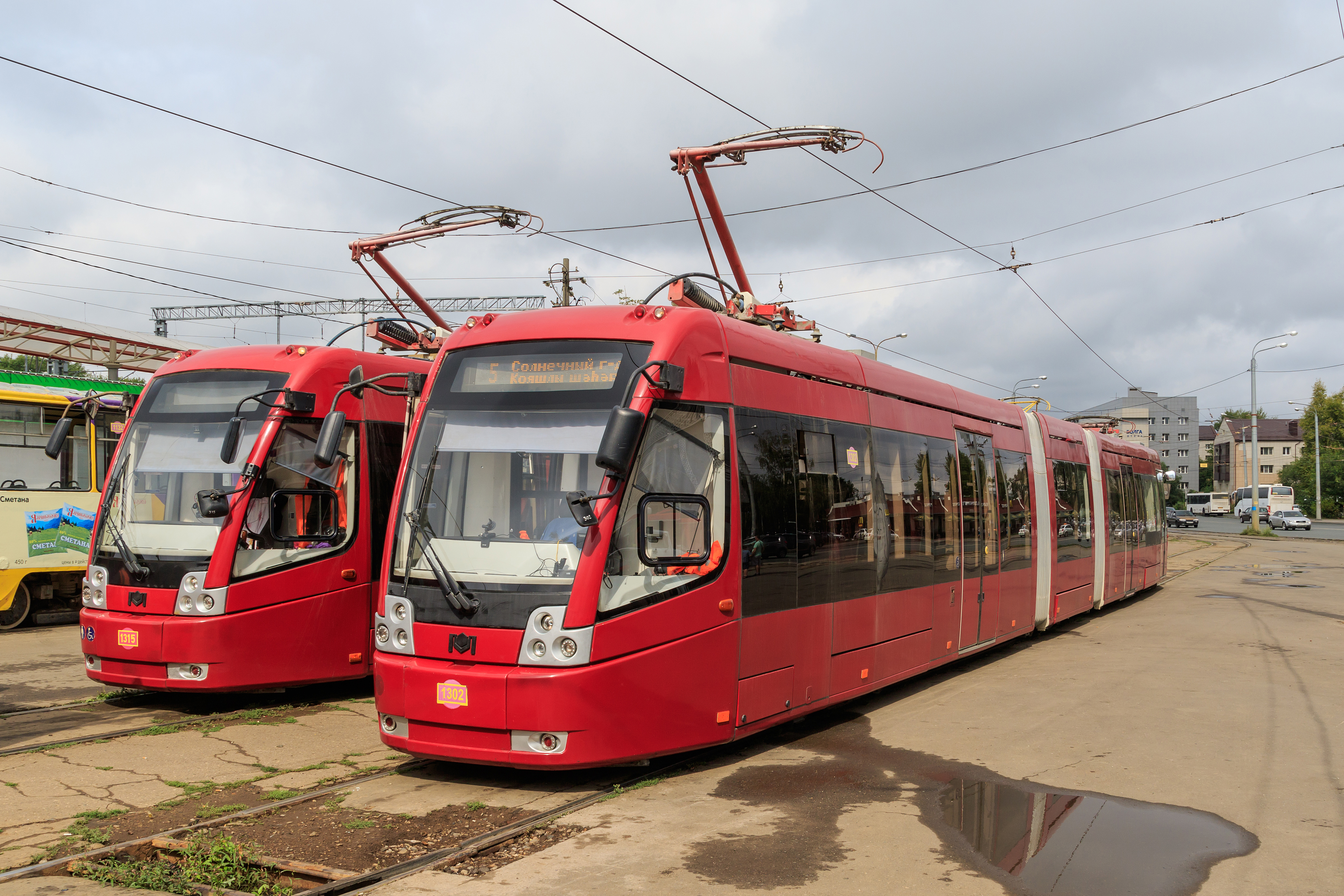
Скоростной (ускоренный) трамвай в Казани

В прошлые десятилетия в ряде городов (Ангарске, Барнауле, Иваново, Иркутске, Казани, Кемерово, Краснодаре, Курске, Ленинграде, Набережных Челнах, Новокузнецке, Омске, Пензе, Пыть-Яхе, Саратове, Тольятти,  Чебоксарах, Череповеце, Ярославле) строились и проектировались участки скоростного трамвая, но, как и Ижевский, все они (за исключением Пензы, Тольятти и Чебоксар, где трамваи пущены не были вообще) стали частью имевшихся систем обычного трамвая, а исполнение линий в ряде случаев в конечном итоге также было сведено к стандартам обычного трамвая.
Также в ряде городов проектировались линии подземного трамвая (Воронеж, Пермь, Ростов-на-Дону, Тула, Хабаровск, Челябинск). Позже проекты подземных трамваев (кроме Тульского) были преобразованы в метрополитены, из которых начал строиться только Челябинский.

Ныне линии подземного трамвая планируются в Ростове-на-Дону, Барнауле, Саратове, Туле, скоростного трамвая — в Москве (см. Московский скоростной трамвай), Санкт-Петербурге (см. «надземный экспресс»), Белгороде, Воронеже (см. Воронежский скоростной трамвай), Екатеринбурге (см. Екатеринбургский скоростной трамвай), Иркутске (см. Иркутский скоростной трамвай), Калининграде, Кирове, Красноярске, Липецке (см. Липецкий скоростной трамвай), Новосибирске (ведётся разработка ТЭО), Орле, Пензе, Рязани, Твери, Томске, Уфе (см. Уфимский скоростной трамвай), Чебоксарах (см. Чебоксарский скоростной трамвай), Ярославле и др., а в ряде других городов (Ульяновске, Краснодаре и, возможно, в Воронеже, Перми) — близкая легкорельсовая система «лёгкое метро». Тем не менее, перспективы всех этих проектов выглядят крайне туманными, и реальное проектирование ни в одном из указанных городов по состоянию на 2020 год не начато.
- Волгоградский скоростной трамвай
- Казанский скоростной трамвай
- Старооскольский трамвай
- Усть-илимский трамвай

### Украина
На Украине скоростной трамвай существует в Киеве (см. Киевский скоростной трамвай) с 1978 года и метротрам в Кривом Роге (см. Криворожский метротрам) с 1986 года. Планировался во Львове, Николаеве, Виннице, Харькове, Днепродзержинске.